# Мілтон (Кентуккі)
Мілтон (англ. Milton) — місто (англ. city) в США, в окрузі Трімбл штату Кентуккі. Населення — 590 осіб (2020).

## Географія
Мілтон розташований за координатами 38°42′51″ пн. ш. 85°22′35″ зх. д. / 38.71417° пн. ш. 85.37639° зх. д. (38.714253, -85.376302).  За даними Бюро перепису населення США в 2010 році місто мало площу 3,46 км², з яких 3,45 км² — суходіл та 0,01 км² — водойми.

## Демографія
Згідно з переписом 2010 року, у місті мешкали 574 особи в 250 домогосподарствах у складі 146 родин. Густота населення становила 166 осіб/км².  Було 285 помешкань (82/км²).
Расовий склад населення:
| - 94,8 % — білих - 0,5 % — вихідців з тихоокеанських островів - 0,3 % — корінних американців - 0,2 % — азіатів - 1,7 % — осіб інших рас |

До двох чи більше рас належало 2,4 %. Частка іспаномовних становила 3,8 % від усіх жителів.
За віковим діапазоном населення розподілялося таким чином: 24,0 % — особи молодші 18 років, 58,8 % — особи у віці 18—64 років, 17,2 % — особи у віці 65 років та старші. Медіана віку мешканця становила 39,8 року. На 100 осіб жіночої статі у місті припадало 92,0 чоловіків;  на 100 жінок у віці від 18 років та старших — 94,6 чоловіків також старших 18 років.
Середній дохід на одне домашнє господарство  становив 43 588 доларів США (медіана — 30 903), а середній дохід на одну сім'ю — 56 619 доларів (медіана — 46 875). Медіана доходів становила 65 625 доларів для чоловіків та 29 514 долари для жінок. За межею бідності перебувало 23,7 % осіб, у тому числі 31,1 % дітей у віці до 18 років та 10,4 % осіб у віці 65 років та старших.
Цивільне працевлаштоване населення становило 235 осіб. Основні галузі зайнятості: виробництво — 24,3 %, освіта, охорона здоров'я та соціальна допомога — 23,4 %, роздрібна торгівля — 14,9 %, мистецтво, розваги та відпочинок — 9,4 %.